# Robert Keres
Robert Keres (Urvaste, 14 agosto 1907 – Freudental, 29 ottobre 1946) è stato un cestista estone.

## Carriera
Ha partecipato alle olimpiadi del 1936, disputando 3 partite, con 14 punti realizzati.  Ha disputato inoltre 4 partite agli europei del 1937.